# Weronika Tofilska
Weronika Tofilska ist eine polnische Drehbuchautorin und Regisseurin für Kurzfilme, Fernsehserien und Musikvideos.

## Leben
Tofilska studierte zunächst Filmtheorie und Regie an der Krzysztof Kieslowski Film School in Katowice in Polen. Anschließend folgte ein Studium an der National Film and Television School in London, England. Tofilska schloss ihr Studium an der NFTS mit einem Master im Fach Regie Fiktion ab.
Tofilska lebt in London.

## Karriere
An der Krzysztof Kieslowski Film School verwirklichte Tofilska erste Kurzfilme als Regisseurin und Drehbuchautorin, darunter Kolejny dzień und Ostatni pociąg aus den Jahren 2008 und 2010. Ostatni pociąg wurde 2012 mit dem Grand Prix des Northern Wave International Film Festivals ausgezeichnet. Während Tofilskas Zeit an der National Film and Television School in London entstanden ihre Kurzfilme The Patient (2014) und Suicide is Easy (2014).
Tofilska drehte als Regisseurin Musikvideos für die englische Band Woman’s Hour („Devotion“) und die Sängerinnen Lauren Aquiliana („Ocean“ und „Kicks“) und Stevie Parker („The Cure“). 2019 wurde Tofilska als Teil des Regie-Teams der Streaming-Serie Die Bande aus der Baker Street bekanntgegeben. Danach folgten weitere Regiearbeiten für Fernsehformate, darunter Hanna und His Dark Materials.
Love Lies Bleeding, Tofilskas erste Arbeit als Drehbuchautorin bei einem Langfilm, war als Weltpremiere beim Sundance Film Festival im Jahr 2024 zu sehen. Der Film wurde außerdem als internationale Premiere bei der 74. Berlinale gezeigt. Love Lies Bleeding war ab dem 13. Juni 2024 in den deutschen Kinos zu sehen. Die Serie Rentierbaby, bei der Tofilska bei vier Episoden Regie führte, war ab dem 11. April 2024 auf Netflix zu sehen. Für ihre Arbeit an der Serie erhielt Tofilska im Jahr 2024 eine Emmy-Nominierung in der Kategorie Outstanding Directing For A Limited Or Anthology Series Or Movie.

## Filmografie

### Fernsehen
- 2021: Die Bande aus der Baker Street – Episode 5 & 6 (Regie)
- 2021: Hanna – Staffel 3, Episode 3 & 4 (Regie)
- 2022: His Dark Materials – Staffel 3, Episode 5 (Regie)
- 2024: Rentierbaby (Regie)[13][19]

### Film
- 2008: Kolejny dzień (Another Day) – Kurzfilm (Regie & Drehbuch)[4]
- 2010: Ostatni pociąg (Last Train) – Kurzfilm (Regie & Drehbuch)[5]
- 2013: Pink & Blue – Kurzfilm (Regie & Drehbuch)
- 2014: The Patient – Kurzfilm (Regie & Drehbuch)[6]
- 2014: Suicide is Easy – Kurzfilm (Regie & Drehbuch)[21]
- 2015: The Doorkeeper – Kurzfilm (Regie & Drehbuch)
- 2016: Love Life – Kurzfilm (Regie & Drehbuch)
- 2024: Love Lies Bleeding (Drehbuch)